# 雪冰鰧
雪冰鰧，為輻鰭魚綱鱸形目南極魚亞目鱷冰魚科的其中一種，分布於南冰洋海域，棲息深度500-2000公尺，體長可達60公分，生活在大陸棚、大陸坡，為深海底棲性魚類，屬肉食性，以磷蝦及魚類為食。